# 沙彦楷

沙彥楷近照

沙彦楷（1875年—1970年1月27日）字武曾，又作伯躬，晚年更名眘，回族，江苏省宜兴市周铁桥人，中华民国及中华人民共和国法学家、社会活动家。

## 生平
沙彦楷幼读私塾，清朝光绪二十六年（1900年）中秀才，次年中举人。宣统二年（1910年）自京师法律学堂毕业，纳款候补浙江监使。1911年辛亥革命后，历任江苏第一高等审判分庭推事兼民事庭长，北京地方审判厅推事、兼署民事庭长。1918年，调任京师高等审判厅推事兼任庭长。民国11年（1922年）8月任中华民国第一届国会众议院议员，后为反对曹锟贿选而弃职来到上海定居。1925年，与沈钧儒共同设上海律师事务所，担任律师。1936年，蒋介石下令逮捕沈钧儒等救国会七君子后，沙彦楷亲往探监，参与营救。
日军攻占上海后，沙彦楷回到家乡著书立说。70岁自述诗云：“岁寒共饱冬心在，何恨何求更愠穷。”1945年抗日战争胜利后，回上海继续任律师。其间多次会晤中共中央副主席周恩来，积极投身民主运动。沙彦楷曾经组建中国民主社会党革新委员会，任副主席、代理主席职。1949年加入中国民主同盟，任中央委员。
1949年9月，沙彦楷出席中国人民政治协商会议第一届全体会议。中华人民共和国成立后，沙彦楷从事司法、民族、伊斯兰教工作，历任中央人民政府最高人民法院顾问、委员，华东军政委员会监察委员会委员，民盟第一至三届中央委员，上海市回民文化协进会主任、上海市民族事务委员会副主任、上海市伊斯兰教协会主任。沙彦楷是第二至四届全国政协委员。1959年4月，沙彦楷将珍藏多年的明代运河全图1卷捐给国家，受到中华人民共和国交通部嘉奖。
1970年1月27日，沙彦楷在上海逝世。

## 著作
- 水利专著：《三江四考》、《南江入太湖故道考》
- 文史研究著作：《陶渊明集注补证》、《洪亮吉传》、《杂忆曹锟贿选》
- 书法篆刻专著：《迟翁论书》10篇、《霜鸣金石考跋》[1]